# Varanus

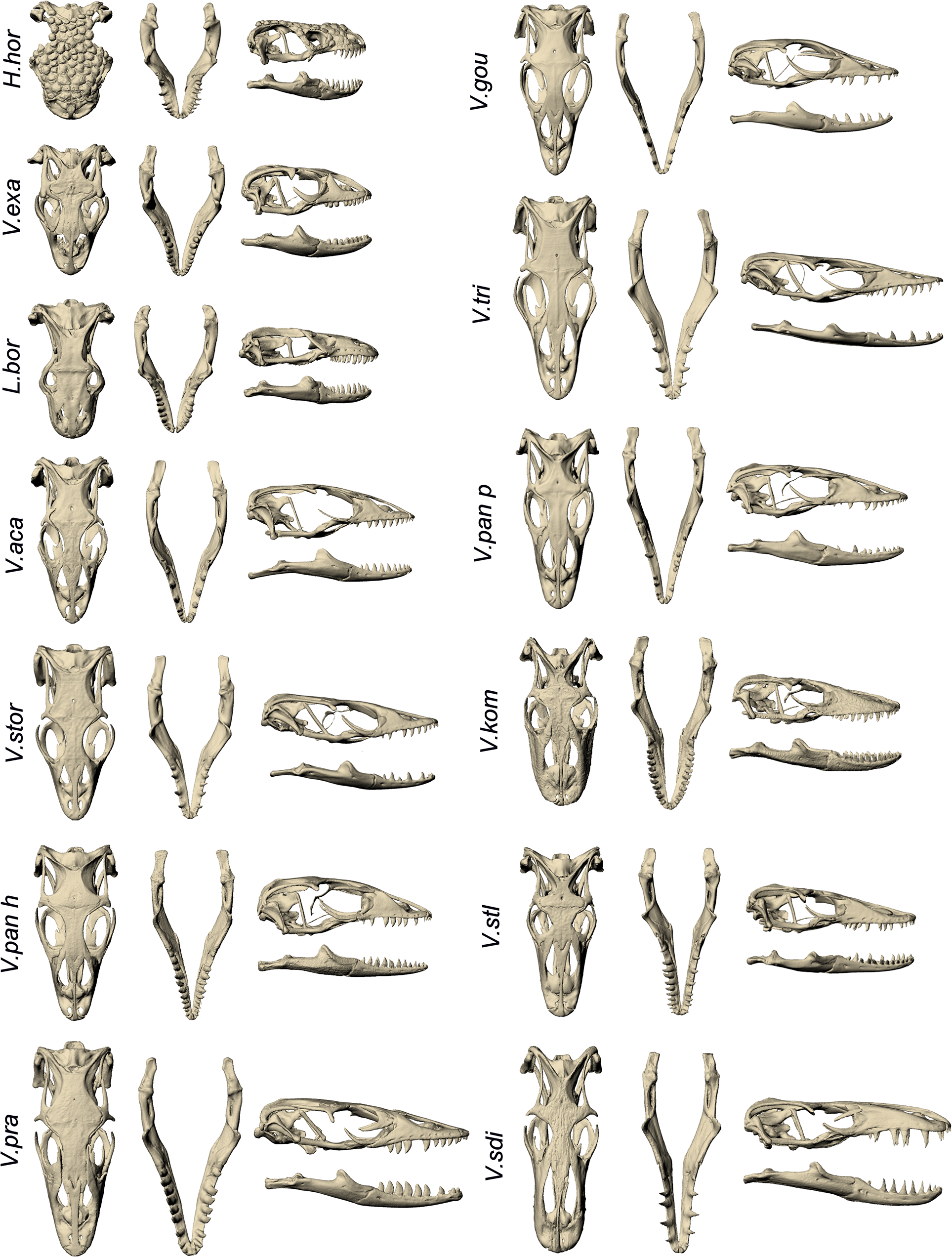
Cranis de diversos varànids

Els llangardaixos varànids són llangardaixos del gènere Varanus, l'únic gènere existent de la família Varanidae. Són originaris d'Àfrica, Àsia i Oceania, i una espècie també es troba a Amèrica com a espècie invasora. Es reconeixen unes 80 espècies.
Els llangardaixos tenen el coll llarg, les cues i les urpes potents i les extremitats ben desenvolupades. La longitud adulta de les espècies existents oscil·la entre 20 cm (7.9 in) en algunes espècies com Varanus sparnus, a més de 3 metres en el cas del dragó de Komodo, encara que la megalània extinta (Varanus priscus) podria haver arribat a una longitud de més de 7 metres. La majoria de les espècies de monitors són terrestres, però moltes també són arbòries o semiaquàtiques. Tot i que la majoria dels llangardaixos són carnívors, mengen rèptils més petits, peixos, ocells, insectes, petits mamífers i ous, algunes espècies també mengen fruita i vegetació.